# Semidalis vicina
Semidalis vicina is een insect uit de familie van de dwerggaasvliegen (Coniopterygidae), die tot de orde netvleugeligen (Neuroptera) behoort. 
De wetenschappelijke naam Semidalis vicina is voor het eerst geldig gepubliceerd door Hagen in 1861.